# Carapoia ubatuba
Carapoia ubatuba là một loài nhện trong họ Pholcidae. Loài này được phát hiện ở Brasil.